# Song Xian
En aquest nom xinès, el cognom és Song.
Song Xian va ser un general militar servint sota el senyor de la guerra menor Lü Bu durant la tardana Dinastia Han Oriental i l'era dels Tres Regnes de la història xinesa. En 198, quan Cao Cao assetjà Lü Bu a la batalla de Xiapi, Song Xian i els seus companys Hou Cheng i Wei Xu segrestaren a l'assessor cap de Lü Bu, Chen Gong, i van fer defecció al bàndol de Cao. Lü Bu poc després va ser capturat i executat també.

## En la ficció
En el capítol 19 de la novel·la històrica del segle xiv el Romanç dels Tres Regnes de Luo Guanzhong, l'amic íntim i company de Song Xian, Hou Cheng fou manat de rebre fuetades a ordre de Lü Bu per haver violat aquest la prohibició de begudes alcohòliques. El descontent Hou Cheng llavors conspirà amb Song Xian i Wei Xu per trair a Lü Bu, i fer defecció cap a Cao Cao.
Durant la nit Hou Cheng furtà el corser personal de Lü Bu, Llebre Roja, i eixí de la ciutat a galop cap al campament de Cao Cao. L'endemà, les tropes de Cao llançaren un atac ferotge sobre la ciutat. Lü Bu hagué de participar personalment en la defensa del recinte emmurallat. La batalla se prolongà fins al migdia, quan la darrera ofensiva havia amainat. L'esgotat Lü Bu, llavors prengué una migdiada a la part superior de la porta de la ciutat. Aprofitant l'avinentesa, Song Xian i Wei Xu lligaren a Lü Bu i hissaren una bandera blanca. Els dos també llançaren avall el mur l'alabarda de Lü Bu com a prova de lleialtat. En veure els senyals, les tropes de Cao Cao es congregaren a la ciutat i s'apoderaren d'ella en un tres i no res.
En el capítol 25, Song Xian és mort pel general de Yuan Shao, Yan Liang, en un duel durant la batalla de Baima. La mort de Song és descrita de la següent manera:
Yan Liang, amb l'alabarda a la seva cadira, el cavall estava dret sota el pòrtic amb els estàndards del seu comandament. […] Ni tan sols hi va haver tres justes. Tot d'una es va veure aixecar la mà a Liang, l'alabarda va caure, i Song Xian va acabar decapitat, ensorrant-se davant el front de la batalla
Wei Xu posteriorment a això s'oferí per venjar al seu vell amic, però va ser mort també.